# Шери-ле-Пуйи
Шери́-ле-Пуйи́ (фр. Chéry-lès-Pouilly) — коммуна во Франции, находится в регионе Пикардия. Департамент коммуны — Эна. Входит в состав кантона Марль. Округ коммуны — Лан.
Код INSEE коммуны — 02180.

## Население
Население коммуны на 2010 год составляло 673 человека.
| 1962 | 1968 | 1975 | 1982 | 1990 | 1999 | 2010 |
| ---- | ---- | ---- | ---- | ---- | ---- | ---- |
| 700  | 633  | 605  | 702  | 702  | 645  | 673  |

## Экономика
В 2010 году среди 430 человек трудоспособного возраста (15—64 лет) 313 были экономически активными, 117 — неактивными (показатель активности — 72,8 %, в 1999 году было 70,5 %). Из 313 активных жителей работали 282 человека (155 мужчин и 127 женщин), безработных было 31 (13 мужчин и 18 женщин). Среди 117 неактивных 27 человек были учениками или студентами, 54 — пенсионерами, 36 были неактивными по другим причинам.